# Кузнецов Сергій Васильович (футболіст, 1950)
Сергі́й Васи́льович Кузнецо́в (рос. Сергей Васильевич Кузнецов, нар. 30 листопада 1950, Каменоломня, Кримська область) — радянський футболіст, що грав на позиції захисника. Майстер спорту СРСР. Молодший брат іншого радянського футболіста, Віктора Кузнецова.
Насамперед відомий виступами за клуби «Зоря» та «Динамо» (Київ), а також національну збірну СРСР.

## Клубна кар'єра
У дорослому футболі дебютував 1969 року виступами за сімферопольську «Таврію».
Привернув увагу представників тренерського штабу клубу «Зоря», до складу якого приєднався 1970 року. Відіграв за луганську команду наступні чотири сезони своєї ігрової кар'єри. Більшість часу, проведеного у складі «Зорі», був основним гравцем захисту команди. 1972 року допоміг команді вперше в історії стати чемпіоном СРСР.
1975 року перейшов до київського «Динамо», у складі якого провів наступні два роки своєї кар'єри гравця. Граючи за «динамівців» також здебільшого виходив на поле в основному складі команди.
Протягом 1978 року захищав кольори ленінградського «Зеніта».
До складу клубу СКА (Ростов-на-Дону) приєднався 1979 року, завершив виступи на футбольному полі наступного сезону.

## Виступи за збірну
1972 року провів три гри у складі національної збірної СРСР.

## Особисте життя
Сергій Кузнецов мав трьох братів, які стали футболістами. Найстарший брат Григорій грав у командах класу «Б» з України, тривалий час грав за команду «Даугава» в другій групі класу «А», а пізніше в першій та другій лігах СРСР. Середній брат Василь грав у низці команд класу «Б». Ще один брат Віктор, як і Сергій, грав у командах вищої ліги СРСР та збірній СРСР.
| Дата       | Місто         | Господарі  | Результат | Гості | Турнір                      | Голи | Примітки |
| ---------- | ------------- | ---------- | --------- | ----- | --------------------------- | ---- | -------- |
| 29/06/1972 | Сан-Паулу     | Уругвай    | 0 – 1     | СРСР  | Кубок незалежності Бразилії | -    |          |
| 02/07/1972 | Белу-Оризонті | Аргентина  | 1 – 0     | СРСР  | Кубок незалежності Бразилії | -    |          |
| 06/07/1972 | Белу-Оризонті | Португалія | 1 – 0     | СРСР  | Кубок незалежності Бразилії | -    |          |
| Усього     |               | Матчів     | 3         |       | Голів                       | 0    |          |

## Досягнення
- Чемпіон СРСР: 1972
- Чемпіон Європи (U-18): 1967

## Нагороди
- Орден «За заслуги» ІІ[3] (2020) і ІІІ ст. (2015)[4]